# الإعجاز الغيبي في القرآن الكريم
الإعجاز الغيبي هو إخبار ما غاب عن النبي محمد ﷺ وقومه مما لم يشهدوه من حوادث وقعت، أو لم يحضروا وقتها، فلم يكونوا على علم بتفاصيلها، وهو يشمل غيب الماضي وغيب الحاضر وغيب المستقبل.
يعتبر هذا النوع من الإعجاز واحداً من اربع أنواع للإعجاز في القرآن الكريم كما يعتقد المسلمون . فبالإضافة على الإعجاز الغيبي هناك الإعجاز العلمي التشريعي والبياني.

## أنواع الإعجاز الغيبي

### غيب الماضي
هو إنباء القرآن عن الأخبار التي وقعت في الماضي السابق لزمن النبي محمد ﷺ ، وما تضمنه من الإخبار عن قصص الأولين، ولقد سمى الله الأخبار عن الأمم السابقة غيباً، ومن الأمثلة على هذا النوع من الإعجاز الإخبار عن قصص الأقوام السابقين والأنبياء، وما ورد من معلومات ورويات وتفصيلات تتعلق بهم، ووجه الإعجاز الغيبي في هذه الأمور أنها أحداث ماضية، لا علم للنبي محمد ﷺ وقومه بها ولا سبيل على معرفته، إلا عن طريق الوحي الذي نزل عليه من الله، يقول الله في سورة هود: ﴿تِلْكَ مِنْ أَنْبَاءِ الْغَيْبِ نُوحِيهَا إِلَيْكَ مَا كُنْتَ تَعْلَمُهَا أَنْتَ وَلَا قَوْمُكَ مِنْ قَبْلِ هَذَا فَاصْبِرْ إِنَّ الْعَاقِبَةَ لِلْمُتَّقِينَ ۝٤٩﴾ [هود:49].
من الامثلة على هذا النوع من الإعجاز هو إخبار القرآن بالتفصيل عن قصة النبي موسى مع فرعون وهروبه مع الذين آمنوا معه حيث ذُكرت هذه القصة في الآيات 76-92 من سورة يونس. وقد خُتمت القصة بقول الله إلى فرعون: ﴿فَالْيَوْمَ نُنَجِّيكَ بِبَدَنِكَ لِتَكُونَ لِمَنْ خَلْفَكَ آيَةً وَإِنَّ كَثِيرًا مِنَ النَّاسِ عَنْ آيَاتِنَا لَغَافِلُونَ ۝٩٢﴾ [يونس:92].
وأشار إلى وجه دلالتها على صدق رسول الله صلى الله عليه وسلم، وعلى كون القرآن إنما نزل بوحي من الله سبحانه، فكثيراً ما يفتتح القرآن القصة أو يختمها بالإشارة إلى أن هذه الأمور ما كان لرسول الله طريق إلى العلم بها، إلا عن طريق الوحي من الله مثل:
- قصة مريم وكفالة نبي الله زكريا لها، ثم قال تعالى بعد ذكر القصة: {ذَلِكَ مِنْ أَنبَاء الْغَيْبِ نُوحِيهِ إِلَيكَ وَمَا كُنتَ لَدَيْهِمْ إِذْ يُلْقُون أَقْلاَمَهُمْ أَيُّهُمْ يَكْفُلُ مَرْيَمَ وَمَا كُنتَ لَدَيْهِمْ إِذْ يَخْتَصِمُون}[4]، فإن هذا النص يدل على أن القرآن من عند الله، وعلى أن ذلك النوع من العلم ما كان عند محمد صلى الله عليه وسلم، وليس له به دراية.
- قصة يوسف وذكر دقائقها وتفصيلاتها وعظاتها وعبرها، ثم قال تعالى بعد ذكر القصة: {ذَلِكَ مِنْ أَنبَاء الْغَيْبِ نُوحِيهِ إِلَيْكَ وَمَا كُنتَ لَدَيْهِمْ إِذْ أَجْمَعُواْ أَمْرَهُمْ وَهُمْ يَمْكُرُون}.[5]
- قبل عرض قصة موسى عليه السلام يقول تعالى: {نَتْلُوا عَلَيْكَ مِن نَّبَإِ مُوسَى وَفِرْعَوْنَ بِالْحَقِّ لِقَوْمٍ يُؤْمِنُون}[6]، وبعد انتهاء القصة قال تعالى: {وَمَا كُنتَ بِجَانِبِ الْغَرْبِيِّ إِذْ قَضَيْنَا إِلَى مُوسَى الأَمْرَ وَمَا كُنتَ مِنَ الشَّاهِدِين}.[7][8]

### غيب الحاضر
هو إنباء القرآن عن المغيبات التي حدثت في عهد النبي محمد صلى الله عليه وسلم، فكشفت الآيات القرآنية مؤامرات الكافرين و المنافقين ومكائدهم قبل تنفيذهم لها، أي ما تضمنه من الإخبار عن الضمائر، من غير أن يظهر منهم بقول أو فعل مثل:
1. قوله تعالى: {إِذْ هَمَّت طَّآئِفَتَانِ مِنكُمْ أَن تَفْشَلاَ وَاللّهُ وَلِيُّهُمَا وَعَلَى اللّهِ فَلْيَتَوَكَّلِ الْمُؤْمِنُون}.[9]
2. قوله تعالى: {وَيَقُولُونَ فِي أَنفُسِهِمْ لَوْلاَ يُعَذِّبُنَا اللَّهُ بِمَا نَقُولُ}.[10][11]

### غيب المستقبل
هو أخبار القرآن بأمور كثيرة ستقع في المستقبل في زمن النبي محمد ﷺ ولم يكن ذلك من شأن العرب مثل:
- قوله تعالى: {قُل لِّلْمُخَلَّفِينَ مِنَ الأَعْرَابِ سَتُدْعَوْنَ إِلَى قَوْمٍ أُوْلِي بَأْسٍ شَدِيدٍ تُقَاتِلُونَهُمْ أَوْ يُسْلِمُونَ فَإِن تُطِيعُوا يُؤْتِكُمُ اللَّهُ أَجْرًا حَسَنًا وَإِن تَتَوَلَّوْا كَمَا تَوَلَّيْتُم مِّن قَبْلُ يُعَذِّبْكُمْ عَذَابًا أَلِيمًا}.[13]
- قوله تعالى في أهل بدر: {سَيُهْزَمُ الْجَمْعُ وَيُوَلُّونَ الدُّبُر}.[14]
- قوله تعالى: {لَقَدْ صَدَقَ اللَّهُ رَسُولَهُ الرُّؤْيَا بِالْحَقِّ لَتَدْخُلُنَّ الْمَسْجِدَ الْحَرَامَ إِن شَاء اللَّهُ آمِنِينَ مُحَلِّقِينَ رُؤُوسَكُمْ وَمُقَصِّرِينَ لاَ تَخَافُونَ فَعَلِمَ مَا لَمْ تَعْلَمُوا فَجَعَلَ مِن دُونِ ذَلِكَ فَتْحًا قَرِيبًا}.[15]
- قوله تعالى: {وَعَدَ اللَّهُ الَّذِينَ آمَنُوا مِنكُمْ وَعَمِلُوا الصَّالِحَاتِ لَيَسْتَخْلِفَنَّهُم فِي الأَرْضِ كَمَا اسْتَخْلَفَ الَّذِينَ مِن قَبْلِهِمْ وَلَيُمَكِّنَنَّ لَهُمْ دِينَهُمُ الَّذِي ارْتَضَى لَهُمْ وَلَيُبَدِّلَنَّهُم مِّن بَعْدِ خَوْفِهِمْ أَمْنًا يَعْبُدُونَنِي لاَ يُشْرِكُونَ بِي شَيْئًا وَمَن كَفَرَ بَعْدَ ذَلِكَ فَأُوْلَئِكَ هُمُ الْفَاسِقُون}.[16]
- قوله تعالى: {تَبَّتْ يَدَا أَبِي لَهَبٍ وَتَب(1)مَا أَغْنَى عَنْهُ مَالُهُ وَمَا كَسَب(2)سَيَصْلَى نَارًا ذَاتَ لَهَب(3)وَامْرَأَتُهُ حَمَّالَةَ الْحَطَب(4)فِي جِيدِهَا حَبْلٌ مِّن مَّسَد(5)}[17]، فلم يؤمن أبو لهب، ولا آمنت زوجه أم جميل، وقد أخبر أنهما يموتان كافرين به، ومضى على هذا التنزيل فترة من الزمن حتى ماتا، ولم يتخلف هذا الخبر البتة.[18]
- إنباء القرآن بأن الله عاصم رسوله وحافظه من الناس، فلا يصلون إليه بقتل ولا يتمكنون من اغتيال حياته الشريفة بأي حال، قال تعالى: {وَاللّهُ يَعْصِمُكَ مِنَ النَّاسِ}[19]، ولقد تحققت نبوءة القرآن هذه، ولم يتمكن أحد من أعداء الإسلام أن يقتله عليه الصلاة والسلام مع كثرة عددهم ووفرة استعدادهم، ومع أنهم كانوا يتربصون به الدوائر ويتحينون الفرص للإيقاع به والقضاء عليه وعلى دعوته، وهو أضعف منهم استعداداً وأقل جنوداً، فنجاه الله الذي يغلب ولا يغلب {وَهُوَ الْقَاهِرُ فَوْقَ عِبَادِهِ}[20]، وسل التاريخ والمؤرخين كم من الملوك والأمراء ضرجت الأرض بدمائهم وهم بين جنودهم وخدمهم وحشمهم.[21]
- ومن غيوبه الباقية والمستمرة ما قال في اليهود: {قُلْ إِن كَانَتْ لَكُمُ الدَّارُ الآَخِرَةُ عِندَ اللّهِ خَالِصَةً مِّن دُونِ النَّاسِ فَتَمَنَّوُاْ الْمَوْتَ إِن كُنتُمْ صَادِقِين(94) وَلَن يَتَمَنَّوْهُ أَبَدًا بِمَا قَدَّمَتْ أَيْدِيهِمْ وَاللّهُ عَلِيمٌ بِالظَّالِمين(95)}[22]، وقوله تعالى: {قُلْ يَاأَيُّهَا الَّذِينَ هَادُوا إِن زَعَمْتُمْ أَنَّكُمْ أَوْلِيَاء لِلَّهِ مِن دُونِ النَّاسِ فَتَمَنَّوُا الْمَوْتَ إِن كُنتُمْ صَادِقِين(6)وَلاَ يَتَمَنَّوْنَهُ أَبَدًا بِمَا قَدَّمَتْ أَيْدِيهِمْ وَاللَّهُ عَلِيمٌ بِالظَّالِمِين(7)}[23]، ولم نسمع أن يهوديا تمنى الموت.
- ومن غيوبه الباقية والمستمرة ما في قوله تعالى: {وَإِن كُنتُمْ فِي رَيْبٍ مِّمَّا نَزَّلْنَا عَلَى عَبْدِنَا فَأْتُواْ بِسُورَةٍ مِّن مِّثْلِهِ وَادْعُواْ شُهَدَاءكُم مِّن دُونِ اللّهِ إِنْ كُنْتُمْ صَادِقِين(23)فَإِن لَّمْ تَفْعَلُواْ وَلَن تَفْعَلُواْ فَاتَّقُواْ النَّارَ الَّتِي وَقُودُهَا النَّاسُ وَالْحِجَارَةُ أُعِدَّتْ لِلْكَافِرِين(24)}[24]، فلم يعارض أحد من العرب القرآن، ولا يستطيع أحد هذا أبدا.[18]
- وغير ذلك مما أخبر به بأنه سيقع فوقع، ورد هذا القول بأنه يستلزم أن الآيات التي لا خبر فيها بذلك لا إعجاز فيها، وهو باطل فقد جعل الله كل سورة معجزة بنفسها.[25]

## أمثلة على الأعجاز الغيبي في القرآن

### انتصار الروم على الفرس
ومن أمثلة الإعجاز الغيبي في القرآن إخبار القرآن عن انتصار الروم على الفرس، في قوله: ﴿الم ۝١ غُلِبَتِ الرُّومُ ۝٢ فِي أَدْنَى الْأَرْضِ وَهُمْ مِنْ بَعْدِ غَلَبِهِمْ سَيَغْلِبُونَ ۝٣ فِي بِضْعِ سِنِينَ لِلَّهِ الْأَمْرُ مِنْ قَبْلُ وَمِنْ بَعْدُ وَيَوْمَئِذٍ يَفْرَحُ الْمُؤْمِنُونَ ۝٤ بِنَصْرِ اللَّهِ يَنْصُرُ مَنْ يَشَاءُ وَهُوَ الْعَزِيزُ الرَّحِيمُ ۝٥﴾ [الروم:1–5]. وأصل الحادثة أن فارس -وهم أهل أوثان- غلبت الرومَ -وهم أهل كتاب- فشَمَتَ كُفَّار مكَّة في النبي وصحبه، فأنزل الله الآيات السابقة تحدِّيًا للعرب وبُشْرَى للمؤمنين؛ لأن طائفة الإيمان ستنتصر؛ لكن القرآن الكريم أخبر عن حدث غيبي مهمٍّ، لم يستطع أَحَدٌ في ذلك العصر أن يُغَيِّر منه في شيء، أو يُكَذِّبه، وهو شكل من أشكال الإعجاز الغيبي الذي جاء به القرآن الكريم، وقد حدث ما أخبر به الله من انتصار الروم على الفرس، وكان ذلك وقت غزوة بدر.

### انتصار المسلمين المستضعفين في مكة
ومن الآيات القرآنية التي بشَّرت المسلمين المستضعفين في مكة أنهم سينتصرون على عدوِّهم، وستقوم دولتهم، قوله: ﴿سَيُهْزَمُ الْجَمْعُ وَيُوَلُّونَ الدُّبُرَ ۝٤٥﴾ [القمر:45]. فقد ذكر ابن كثير -رحمه الله- في تفسيره أنه لما نزلت هذه الآية «قال عمر بن الخطاب: أيّ جمَع يُهزم؟ أيّ جَمْع يُغلب قال عمر: فلما كان يوم بدر رأيتُ رسولَ الله يثب في الدرع، وهو يقول: ﴿سَيُهْزَمُ الْجَمْعُ وَيُوَلُّونَ الدُّبُرَ ۝٤٥﴾ [القمر:45]. فعرفتُ تأويلها يومئذ».

## طالع أيضًا
- الإعجاز العلمي
- علم الوجوه والنظائر
- الإعجاز البلاغي في القرآن
- السبق العلمي في النصوص المقدسة